# 筑後柳河駅
筑後柳河駅（ちくごやながわえき）は、かつて福岡県山門郡三橋町（現・柳川市）大字柳河に設置されていた、日本国有鉄道（国鉄）佐賀線の駅（廃駅）である。佐賀線の廃止に伴い、1987年（昭和62年）3月28日に廃駅となった。

## 歴史
- 1931年（昭和6年）9月24日：国有鉄道佐賀線の瀬高駅 - 当駅間開業に伴い、新設[1]。一般駅[1]。
- 1933年（昭和8年）6月17日：当駅 - 筑後大川駅間が延伸開業。
- 1971年（昭和46年）10月20日：業務委託駅となる[2]。
- 1978年（昭和53年）6月15日：貨物の取り扱いを廃止[1]。
- 1984年（昭和59年）2月1日：荷物の取り扱いを廃止[1]。
- 1987年（昭和62年）3月28日：佐賀線の全線廃止に伴い、廃駅となる[1]。

## 駅構造
廃止時は島式ホーム1面2線を有する業務委託駅で、急行「ちくご」の停車駅であった。

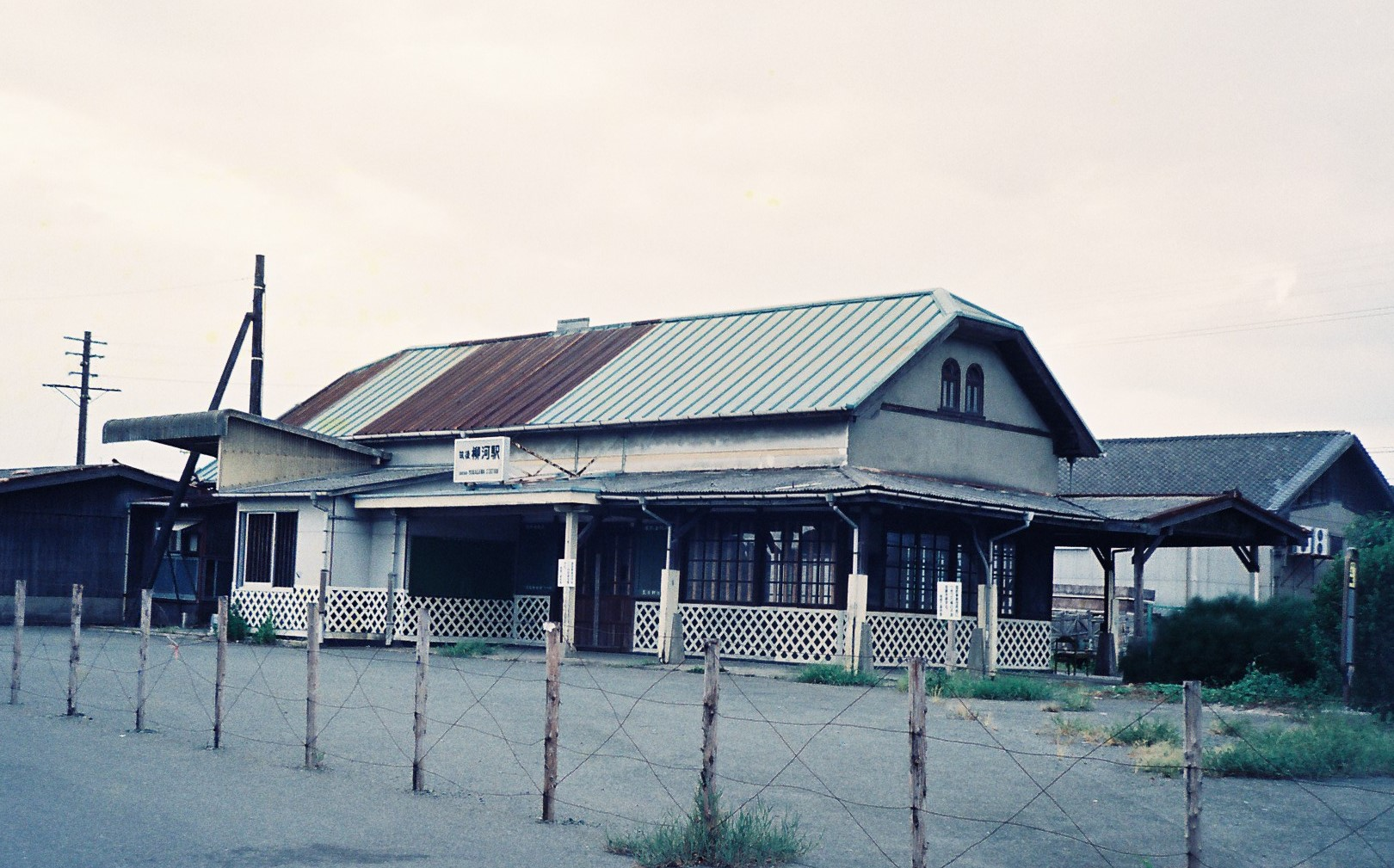
廃線後の駅舎（1990年8月）
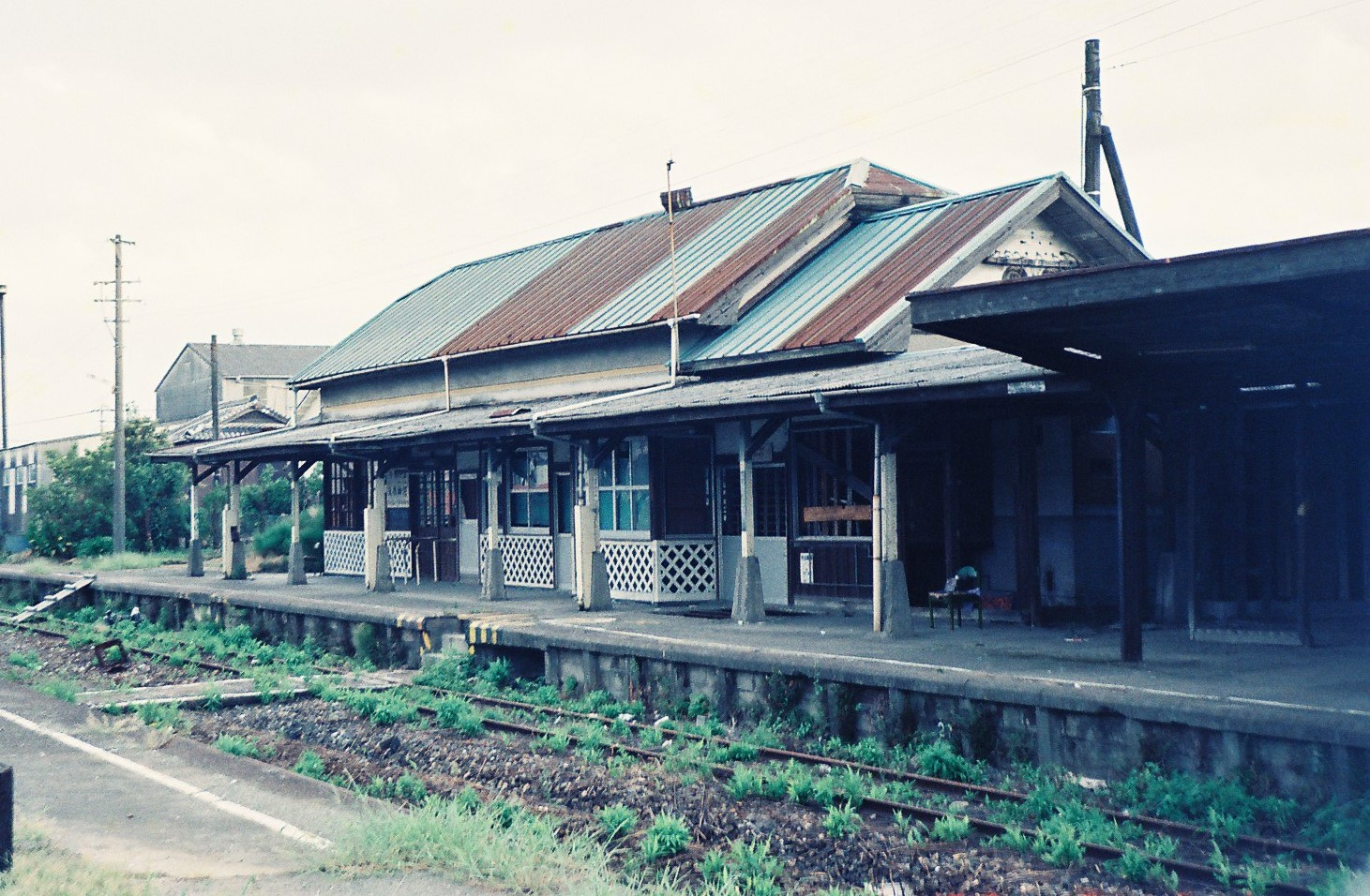
廃線後の駅構内（1990年8月）

## 駅跡

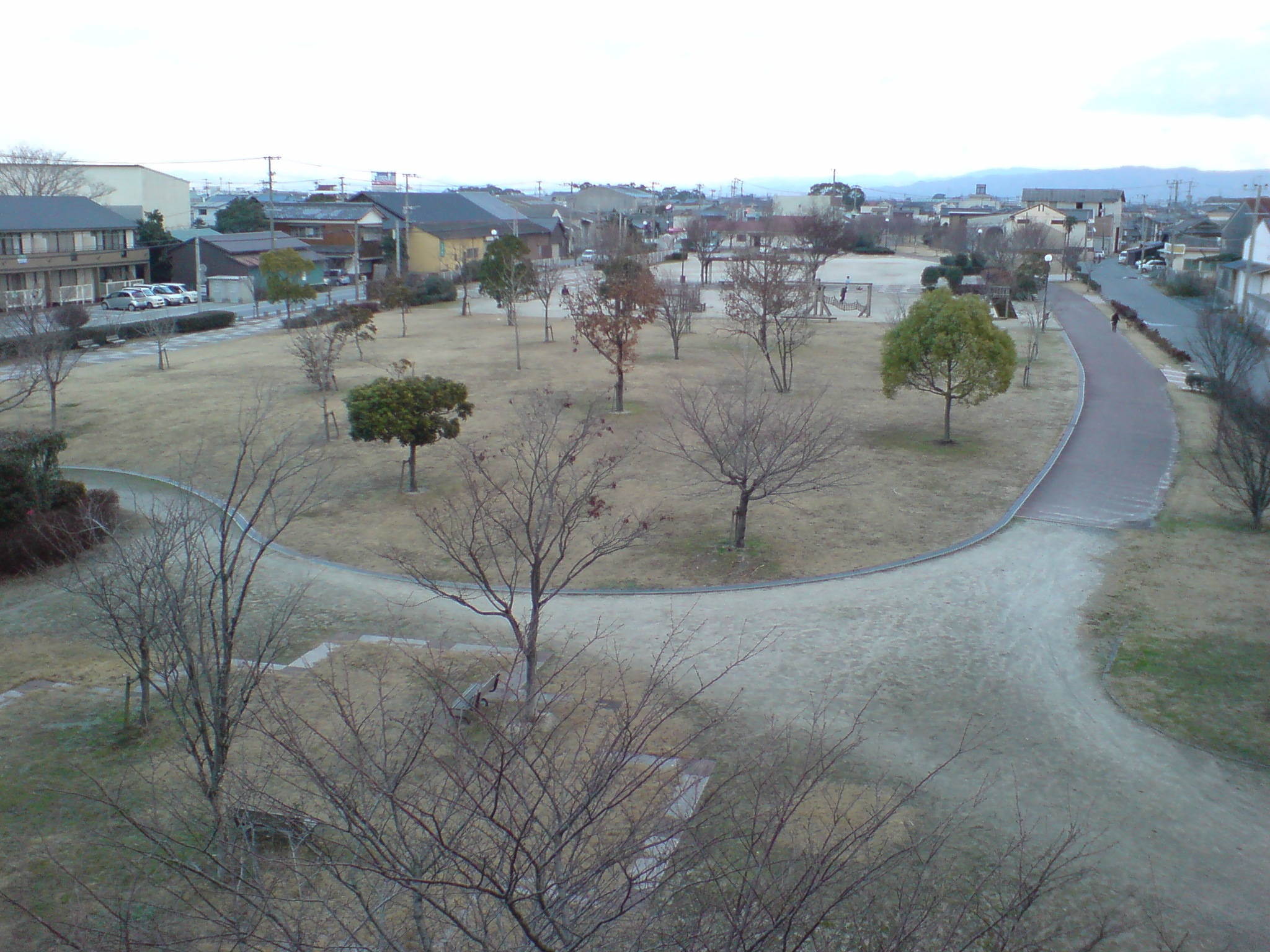
駅跡の公園（2008年1月）

駅跡は「YOU・遊の森公園」として整備されており、記念碑などは建てられていないが、かつての駅舎があった付近に写真付きの説明板が設置されている。また、佐賀駅側には福岡県道770号枝光今古賀線の陸橋があり、佐賀線を立体交差するため建設されたものの、現在としては意味の薄い橋となっている。また、当駅の屋根や線路が市営の運動公園「学童農園むつごろうランド」に移設されたが、公園の改装に伴い撤去された。

## 停車場線
駅前（駅跡）からは福岡県道733号筑後柳河停車場線が接続していた。起点は国道208号交点（柳河小塚交差点、旧・国道385号起点）、福岡県道23号久留米柳川線と一部重複し、当駅跡が終点となっていた。廃線・廃駅後も存続したが2019年に廃止されている。詳細は県道記事を参照。

## 隣の駅
日本国有鉄道
佐賀線
東大川駅 - 筑後柳河駅 - 百町駅